# Abram Perelman
Abram Perelman (ur. 1888, zm. 19 lutego 1941) – polski nauczyciel, dyrektor szkoły średniej żydowskiej w Łodzi, działacz społeczny średniego szkolnictwa żydowskiego w Łodzi.
Po ukończeniu Szkoły Handlowej Zgromadzenia Kupców m. Warszawy, zwanej szkołą Rotwanda, złożył egzaminy eksternistyczne w gimnazjum w Puławach, a następnie studiował na wydziale matematyczno-fizycznym uniwersytetu w Petersburgu oraz w Petersburskim Instytucie Psychologii Eksperymentalnej.
Przez pewien czas był dyrektorem gimnazjum Towarzystwa „Chinuch” w Warszawie.
W 1916 objął stanowisko dyrektora I Gimnazjum Męskiego Towarzystwa Żydowskich Szkół Średnich w Łodzi. Dyrektorem i nauczycielem matematyki był do września 1939. Wykładał też fizykę w gimnazjum hebrajskim „Jabne”. Z urzędu pełnił obowiązki członka zarządu Towarzystwa Żydowskich Szkół Średnich w Łodzi. Publikował artykuły na tematy pedagogiczne i muzyczne.  W latach 1917–1920 był komendantem Żydowskiego Związku Skautowego „Haszomer-Hacair” w Łodzi. W okresie międzywojennym był przewodniczącym warszawskiego kuratorium szkolnictwa hebrajskiego, kierował Żydowskim Seminarium Nauczycielskim dla nauczycieli nauk judaistycznych TŻSŚ, był prezesem Łódzkiego Żydowskiego Towarzystwa Muzycznego i Literackiego „Hazomir”, kierował Klubem Żydowskim, był sekretarzem pierwszego zarządu stowarzyszenia humanitarnego „Montefiore – B′nei B′rith” w Łodzi w 1926. Wchodził w skład zarządu Łódzkiego Towarzystwa Niesienia Pomocy Chorym „Linas Hacholim”. W getcie pełnił obowiązki komisarza „Linas Hacholim”.
Zmarł 19 lutego 1941 i został pochowany na „nowym” cmentarzu żydowskim w Łodzi przy ul. Brackiej.